# Habán kerámia

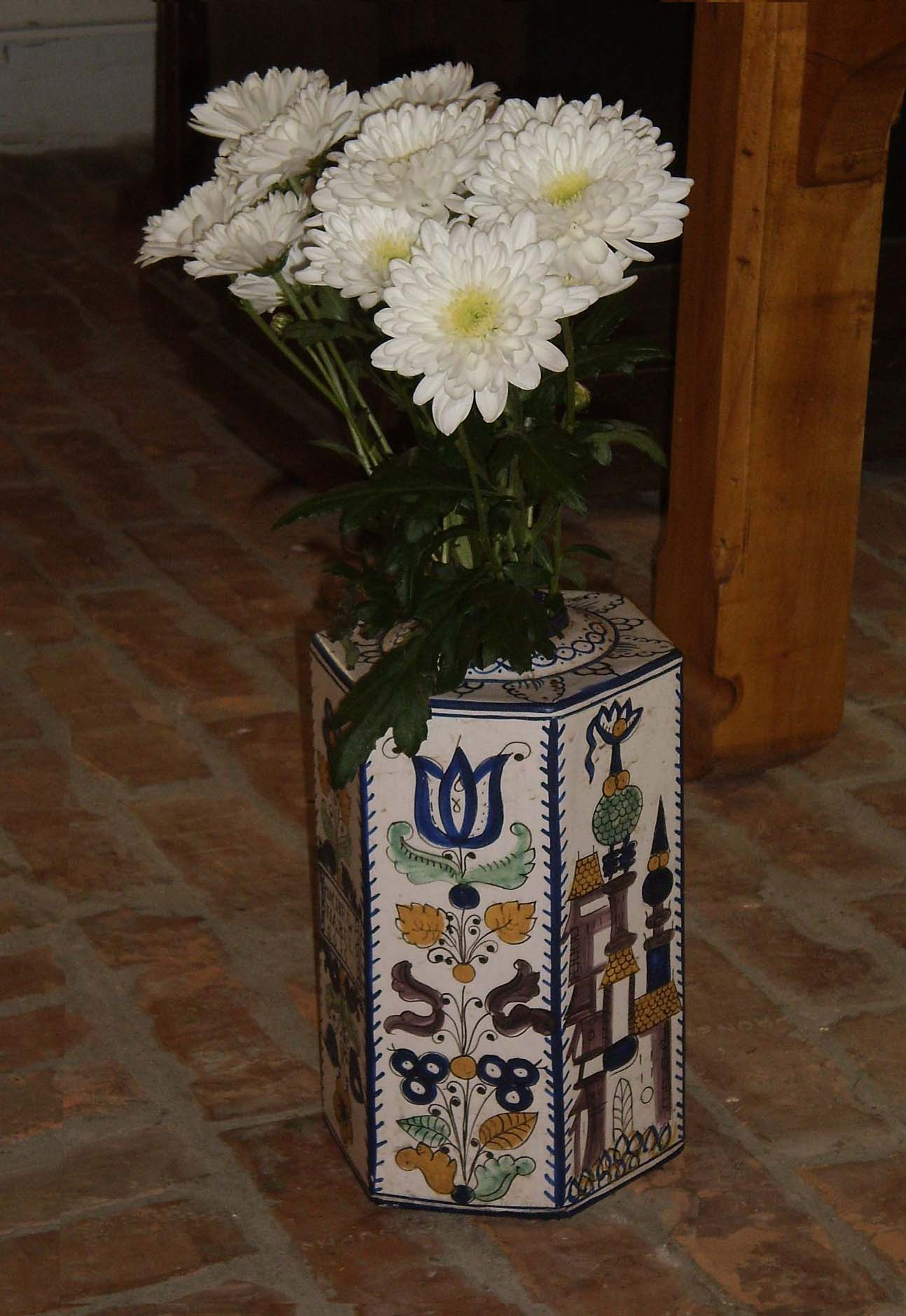
Habán váza a neszmélyi baptista kápolnában

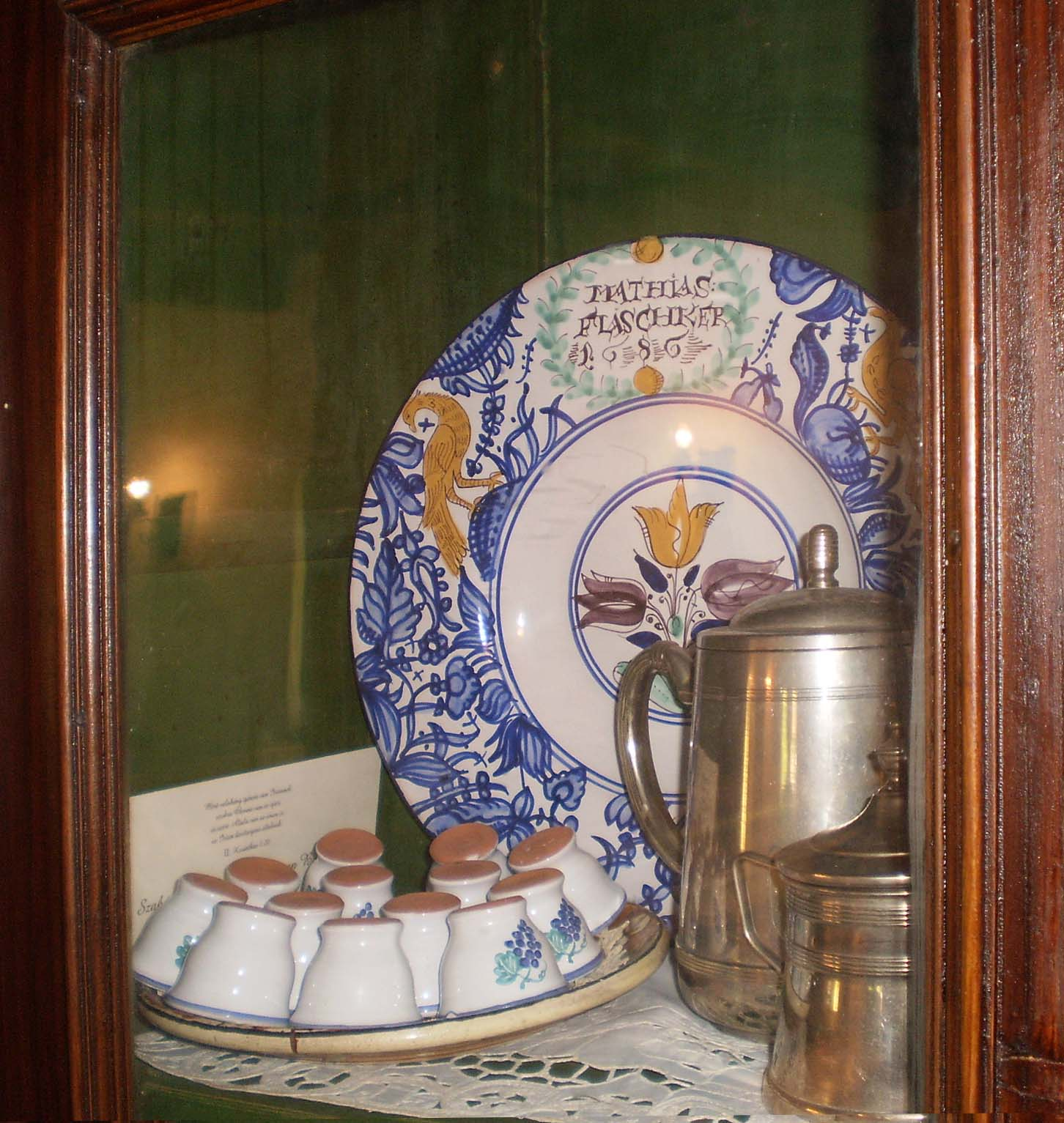
1686-ban készült habán tányér és csészék

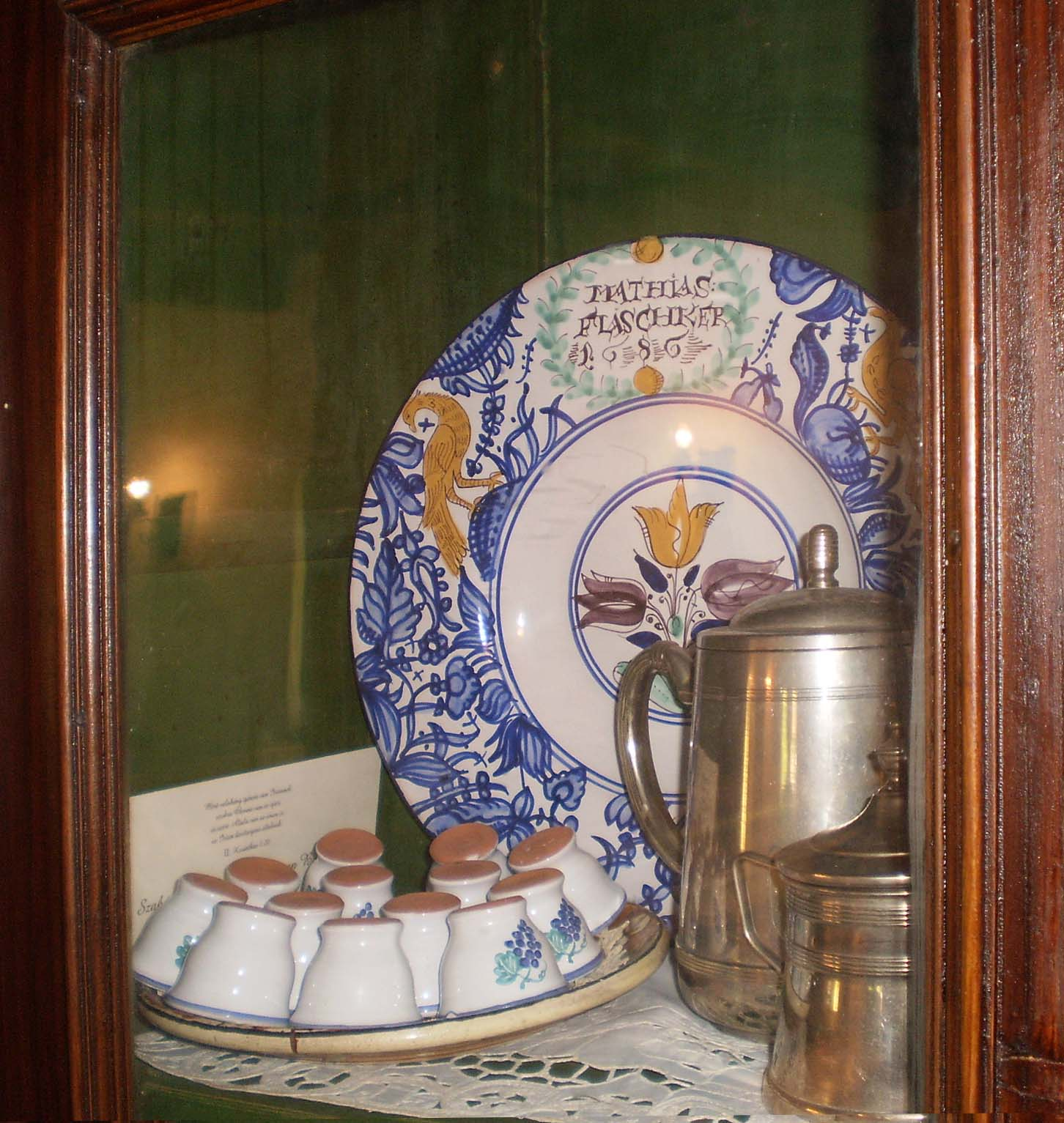
1612-ben készült fedeles korsó (Vancouver, Antropológiai Múzeum)

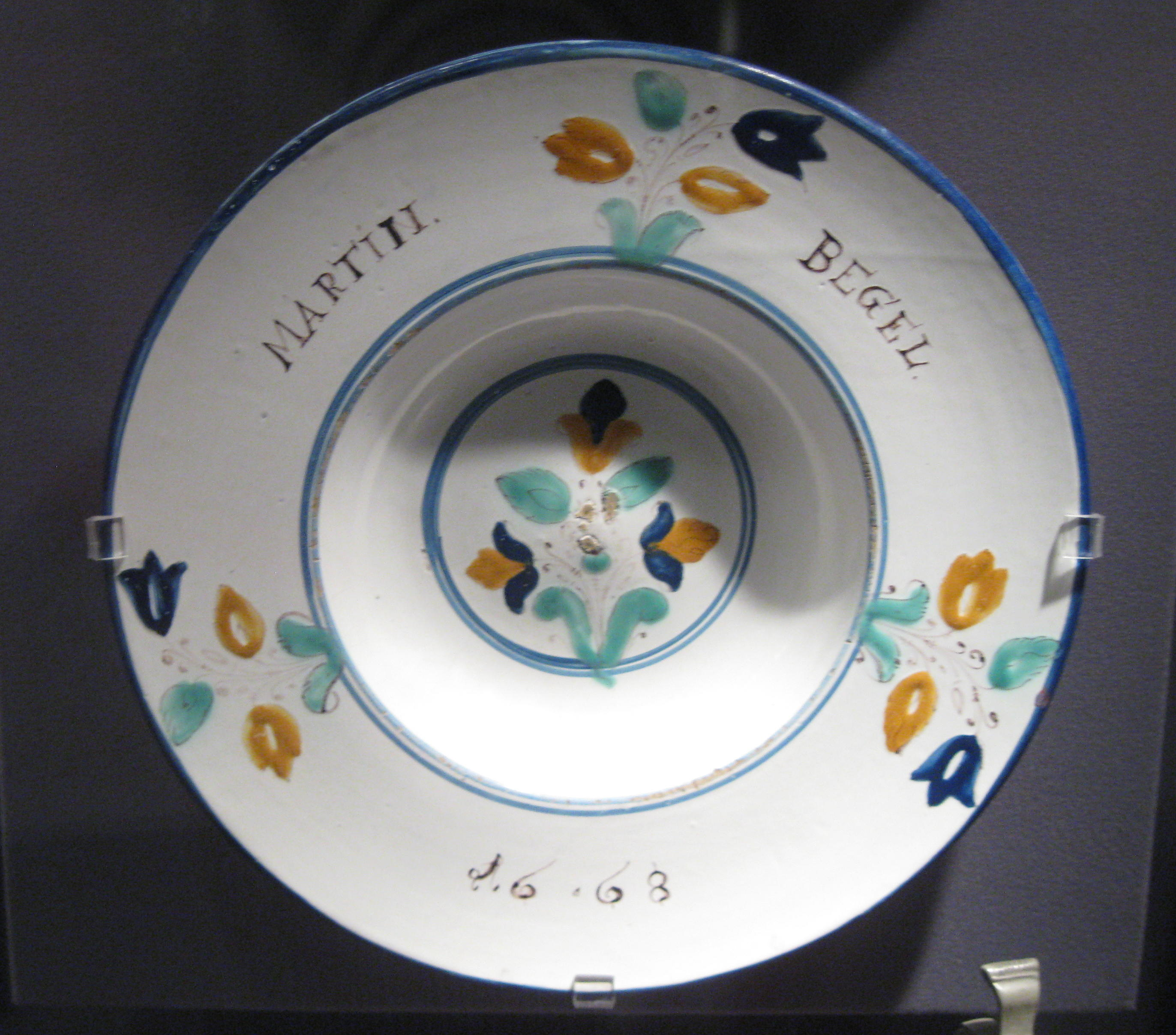
1668-ban, a Felvidéken készült tányér (Vancouver, Antropológiai Múzeum)

A hutteriták (habánok) Magyarországon letelepült közösségei a 16. század végétől foglalkoztak fehér, ónmázas edények gyártásával; a fajansz készítéséhez Európa e tájékán akkoriban egyedül ők értettek. Ezt az ismeretet gyaníthatóan a Faenzából 1577 után a Kárpát-medencébe menekült anabaptista „eretnek” mesterek hozhatták magukkal. A magyar népi kerámiát nemcsak újszerű formáikkal és díszítményeikkel gazdagították, de technikai újdonságaikkal is.

## Története, korszakai
A habánok legalapvetőbb újítása (mármint a Magyar Királyságban) az volt, hogy edényeiket ónmázzal fedték. Díszítményeik színei az ún. izzótűz-színek:
- antimonsárga (nápolyi sárga),
- kobaltkék,
- mangánlila és
- réz-zöld (türkizzöld).

Főleg díszkerámiákat és a főúri háztartásokba szánt edényeket készítettek, de emellett használati célokra gyártottak olcsóbb, ólommázas és mázatlan kerámiákat, például kályhacsempéket is (zöld mázas, virágmintás kályháik rendkívül népszerűek voltak).
A habán kerámiaművészetben három korszakot különböztetünk meg. Ezek: a hutteri habán, a habán, és a poszthabán. Vannak kutatók, akik két korszakként, habánként és poszthabánként tárgyalják a témát, mások csak a bizonyítottan hutteri udvarokban készült kerámiákat tekintik habánnak.
Hutteri-habánnak azokat a termékeket tekintjük, amelyek bizonyítottan a haushabenekben, azaz a Jakob Huttert követő anabaptista közösségekben készültek. Kutatók ezen korszak végét 1685-re teszik. Ezt követi a habán korszak, ide azok a termékek sorolandók, amelyek már a szigorú udvarokon kívül, de habán mesteremberek keze munkája által készültek. Ezeket főként a termékek motívumrendszeréből tudjuk felismerni, hiszen ebben a korszakban jelennek meg az addig florális ábrázolások mellett az emberábrázolások. Ennek a korszaknak a végét 1730-ra tehetjük.
A habán korszakot követi az 1720-as, 1730-as évektől kibontakozó poszthabán kultúra. Az utóbbi kategóriába sorolhatjuk azokat a termékeket, amelyet a katolizálásuk után még habán mesterek készítettek különböző céhek műhelyeiben, valamint azokat a darabokat, amelyeket más mesterek készítettek, alkalmazva a habán technikákat, hozva a jellegzetes habán forma és mintavilágot.
A habán kerámiákat stíluskritikai szempontok alapján a következő korszakokra osztják:
- a 16–17. századi habán fajansz fehér alapszínen itáliai ízlést tükröző virágmintáival jól illeszkedik a magyarországi reneszánsz virágos stílusába,
- a 17. században erősen érezhető a delfti fajansz fehér-kék stílusának hatása.
- a 18. században népiesedik, és egyúttal erősen hat rá a kínai famille verte stílus, amelyben a zöld szín uralkodik; az edényeken a korábban meghatározó növényi motívumokat egyre inkább (addig tilalmasnak tekintett) figurális elemek váltják fel; a díszek között megjelennek a különféle címerek.

A 18. században sok késő habán tárgyat szállítottak az ország különböző vidékeire, így Erdélybe is, ahol ezeket többek között „győri edény” néven ismerték. A század közepétől a habán közösségek felbomlása miatt egykori tagjaikat a nagy fajansz manufaktúrák kezdték foglalkoztatni.

## Stílusjegyei
Az edények alapszíne általában tejfehér; a 17. század elején világoskék, majd sötétkék. A sárga alapszín ritka, főleg a szlovák területen fordul elő az ottani lakosság ízlésének megfelelően. Jellegzetes edényformák:
- kulacs,
- hasas kancsó,
- talpas tál.

Legkedveltebb edényformái a tál és a tányér. A legkorábbi, évszámos, rácsos peremű tál 1598-ban készült. A széles peremű, kis öblű tálak 17–18. századiak. Az első, évszámos korsót 1599-ben égették; az első, magyarországi darabot 1606-ban: alakjuk tojásdad és gömbforma. A korábbiakat felnyíló ónfedővel látták el.
Az ovális és a gerezdes tálak olasz és delfti hatást mutatnak. Sok korsót is készítettek. Különlegesség a gerezdes testű korsó. A 17. század közepén jelent meg a körte idomú korsó. A 17. századból jellegzetesek a négy-, hat- és nyolcszögletes hasáb alakú palackok; a legkorábbi 1609-ben készült. Ezeken a tárgyakon jelenik meg először díszítő motívumként a szarvas; további jellegzetességük az épületcsoportokat ábrázoló díszítmények.
A habánok készítettek többek 
között kisebb boros- és pálinkás hordókat, valamint kézmosókat és víztartókat is. Patikaedényeik eleinte hengeresek voltak, később ezeket tojásdad testűek váltották fel.
Az edényeken mesterjegy vagy monogram csak a 19. századtól fedezhető fel.

## Hatása
A 18. századi felvidéki habán munkákat az erdélyi magyar fazekasok utánozták, de ólommázas technikával.
A 19. század elején a habánok fajansz technikáját átvette több tót (szlovák) fazekas központ is, például:
- Modor,
- Stomfa.